# 翻盖

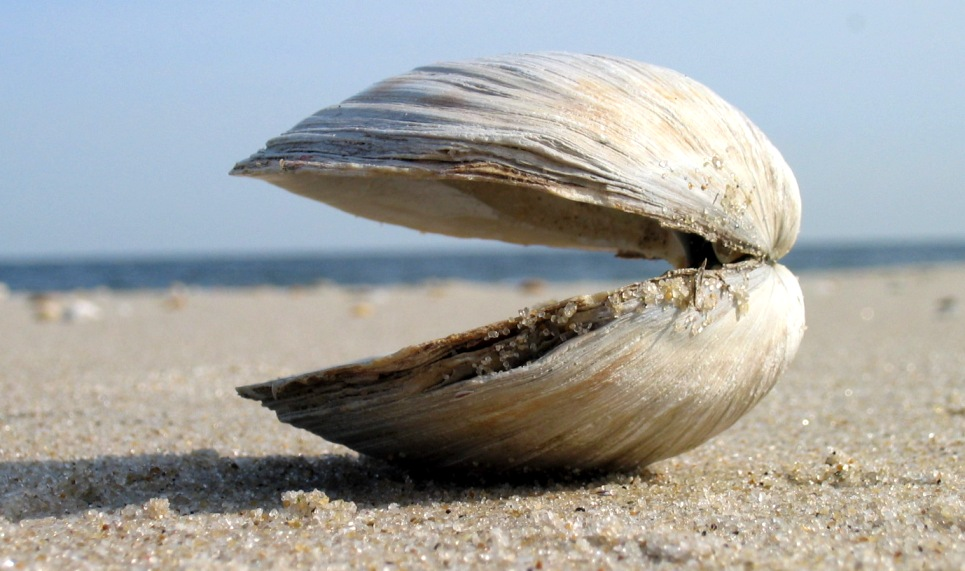
翻盖設計的靈感源於蛤蜊

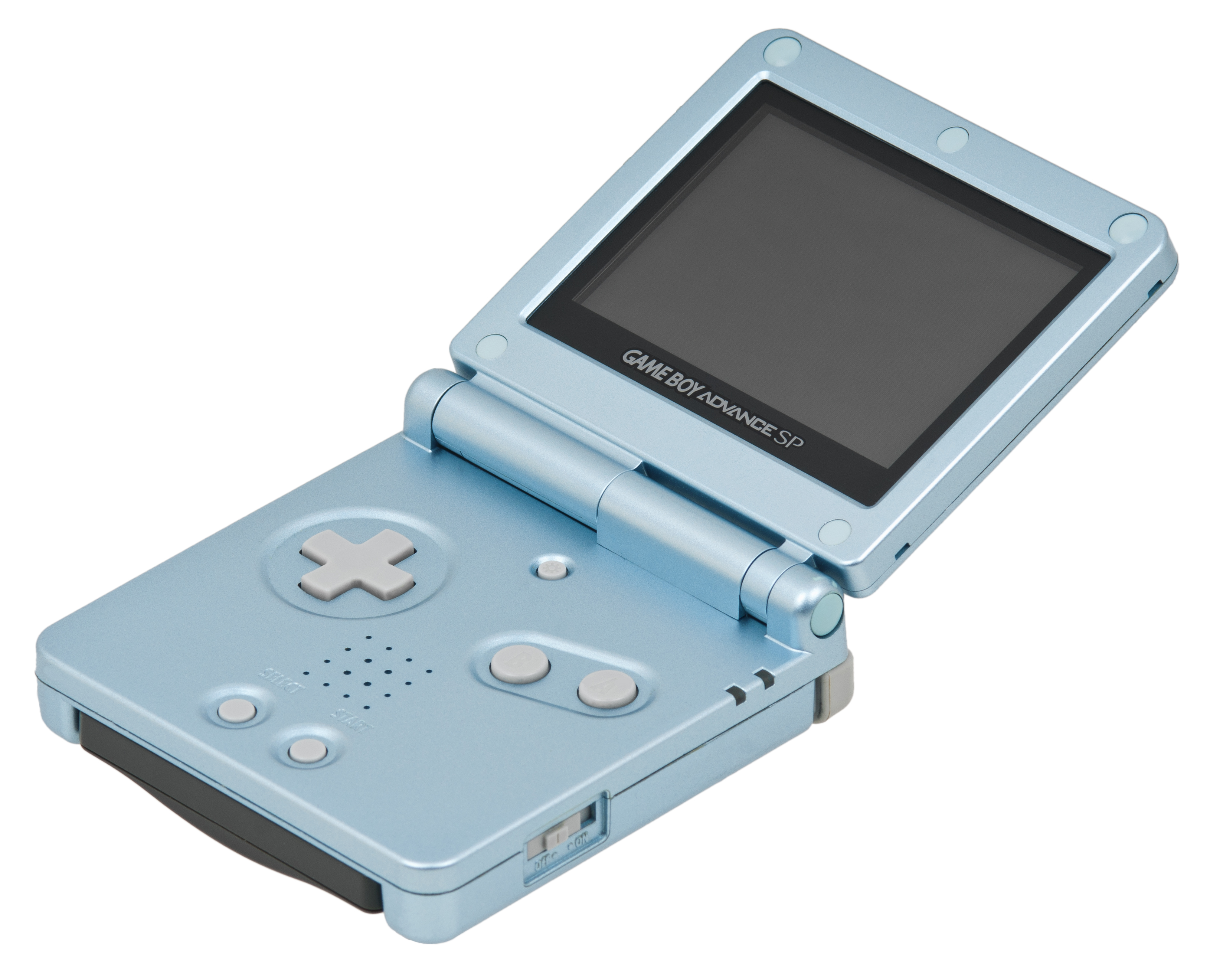
Game Boy Advance SP

翻盖是指移动电话等设备被分为上下两个部分或多個部分，而且它們彼此之間通过铰链相連，而且設備可以上下閉合。除了手机以外，筆記型電腦、小型笔记本、 Game Boy Advance SP 、任天堂DS、任天堂3DS、怀表、窩夫烘烤模等設備也引入了翻蓋式設計。

## 历史
1928年8月，《神奇故事》(Amazing Stories) 刊登的菲利普·弗朗西斯·诺兰 (Philip Francis Nowlan) 的科幻中篇小说《世界末日2419》的第3章中就提到了一種类似於翻盖手机的通讯設備。
1983 年，笔记本电脑Ampere WS 1引入了翻盖设计。
摩托罗拉的第一款翻蓋手機是Motorola MicroTAC。1990年代后期開始，翻盖手机日益流行。2010年代初期，翻盖手机一度被iPhone等觸控式智能手机所取代。
2019年，內置柔性OLED显示屏的可摺疊式智能手機開始出現。